# Legendrena tamatave
Legendrena tamatave är en spindelart som beskrevs av Norman I. Platnick 1984. Legendrena tamatave ingår i släktet Legendrena och familjen Gallieniellidae.
Artens utbredningsområde är Madagaskar. Inga underarter finns listade i Catalogue of Life.